# Brennberg
Brennberg è un comune tedesco di 1 840 abitanti, situato nel land della Baviera.